# 罗森多·查莫罗
罗森多·查莫罗·奥雷亚穆诺（西班牙語：Rosendo Chamorro Oreamuno；1862年2月8日—1947年1月8日），查莫罗家族的成员，尼加拉瓜政治家，担任过内政部长，还曾经短暂的代理尼加拉瓜总统。